# Davino

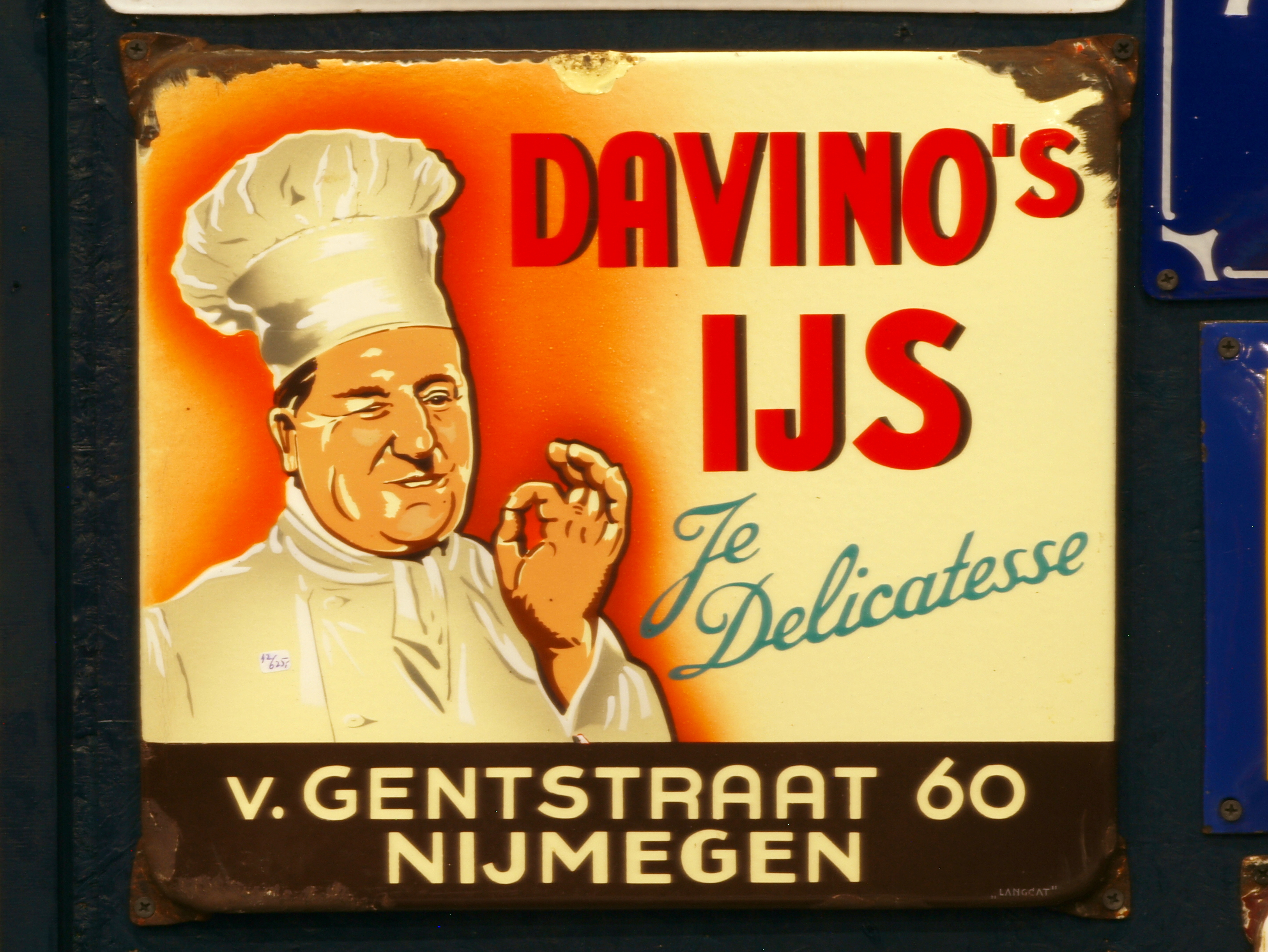
Reclame voor Davino's ijs

IJscoman van Davino (ca. 1925)

Davino is een voormalig Nederlands ijsmerk, oorspronkelijk uit Nijmegen. Later werd de productie verplaatst naar Wilp. De merknaam doet Italiaans aan, maar staat voor De Aangenaamste Versnapering In Nijmegen en Omstreken.
De fabriek bestond al voor de Tweede Wereldoorlog en bevond zich aan de Van Gentstraat 60 te Nijmegen.
Davino onderscheidde zich met een eigenzinnig assortiment, kwalitatief goed ijs en niet in grootverpakking te koop.
In 1985 werd Davino opgekocht door Unilever. In 1999 werd de merknaam opgeheven en in 2001 is de productie te Wilp gesloten en verplaatst naar de voormalige Caraco-ijsfabriek te Hellendoorn.
Het was Davino die, weliswaar onder een andere naam, het Magnumijs op de markt introduceerde. De verkoopprijs was fl. 1,50. De klant vond het ijsje echter te groot en te duur. Vrij snel werd het uit het assortiment gehaald. Een jaar later bracht Unilever het op de markt, ondersteund door een grote reclamecampagne en een gulden duurder. Het werd een hit.
Sinds 2015 zijn de merkrechten overgegaan aan een opvolger en berusten nu bij NurtureBrands B.V. dat het merk DAVINO opnieuw op de markt brengt.